# 约翰·弗里德里希·欧柏林
约翰·弗里德里希·歐柏林（德語：Johann Friedrich Oberlin；英語： 1740年8月31日—1826年6月1日）法国阿尔萨斯信义宗牧师、慈善家，一生致力于在物质和精神上发展极度贫困的孚日山脉地区。
歐柏林生于斯特拉斯堡中产阶级家庭，1758年毕业于斯特拉斯堡大学神学专业大学毕业后担任老师，1767年在孚日的瓦尔德斯巴克村担任牧师，此地后成为他一生工作的重心。为了提升教区内村民的生活水平，歐柏林建立了村庄学校，为父母有工作的孩子提供教育指导。歐柏林的方法赢得了成人们的尊敬，他们于是也来歐柏林的学校接受教育。通过这些人，歐柏林在当地修建道路和桥梁，结束了当地和外界的隔绝状态。为了提高粮食产量，他鼓励人们展开改进作物的实验并定期交换农业方面的信息。歐柏林还帮助当地村民大量购买现代农业器械，以成本价出售，并建立银行帮助村民购买。他还自助年轻人在斯特拉斯堡学习技艺，并为当地产业建立工厂。
歐柏林在宗教上并未拘泥于教派，他欢迎归正宗和罗马天主教教徒参与他的宗教活动。歐柏林敬仰法国哲学家让-雅克·卢梭和瑞典神秘主义者伊曼紐·斯威登堡，并在布道中结合理性主义和神秘主义传播了两人的观点。他热烈欢迎法国大革命，并在其中展现了自己人文主义的思想。歐柏林受到了法国大革命政府和拿破仑政府的尊敬。他的名字在美国俄亥俄州歐柏林、奥伯林学院，德国盲人聋哑人治疗中心歐柏林之家、日本樱美林大学（J. F. Oberlin University）上得以体现。